# Блок, Мишель
Мишель Блок (фр. Michel Block; 12 июня 1937, Антверпен — 4 марта 2003, Блумингтон, штат Индиана) — американский пианист бельгийского происхождения.
Ребёнком вместе с родителями уехал в Мексику, затем перебрался в США. Учился у Вольфганга Розе, потом поступил в Джульярдскую школу. В 1960 г. на Международном конкурсе пианистов имени Шопена в Варшаве Артур Рубинштейн, недовольный общим решением жюри, вручил Блоку собственную персональную премию; в 1962 г. Блок выиграл престижный американский Конкурс имени Левентритта, проявив, как писал журнал Time, «разнообразие и виртуозность».
В дальнейшем концертировал сравнительно нечасто. В 1978—1997 гг. преподавал в школе музыки Индианского университета. Среди основных записей Блока — сочинения Фридерика Шопена, Роберта Шумана, Исаака Альбениса, Энрике Гранадоса (в том числе цикл «Гойески» целиком), Сезара Франка, Сергея Рахманинова, Александра Скрябина, выполненные Ференцем Листом фортепианные переложения органных прелюдий и фуг Иоганна Себастьяна Баха. Рецензент отмечает в той части этих записей, которая сделана студийно в 1980-е гг., эксцентричность в виде «до смешного медленных темпов».
Блоку также принадлежат небольшие фортепианные пьесы.